# El Zapote de Baymena
El Zapote de Baymena är en ort i Mexiko.   Den ligger i kommunen Choix och delstaten Sinaloa, i den nordvästra delen av landet, 1 200 km nordväst om huvudstaden Mexico City. El Zapote de Baymena ligger 433 meter över havet och antalet invånare är 341.
Terrängen runt El Zapote de Baymena är kuperad. Runt El Zapote de Baymena är det glesbefolkat, med 9 invånare per kvadratkilometer. Närmaste större samhälle är Choix, 17,7 km norr om El Zapote de Baymena. I omgivningarna runt El Zapote de Baymena växer huvudsakligen savannskog.